# هامبتون (نبراسكا)
هامبتون (بالإنجليزية: Hampton, Nebraska)‏ هي منطقة سكنية تقع في الولايات المتحدة في مقاطعة هاميلتون، نبراسكا. يقدر عدد سكانها بـ 423 نسمة ومساحتها 0.91 كم2 وترتفع عن سطح البحر 537 متر.

## التركيبة السكانية
قام مكتب تعداد الولايات المتحدة بتحديد بيانات التركيبة السكانية لهامبتون في تعداد الولايات المتحدة. في ما يلي، التركيبة السكانية حسب تعدادي 2000 و2010.

### تعداد عام 2000
بلغ عدد سكان هامبتون 439 نسمة بحسب تعداد عام 2000، وبلغ عدد الأسر 179 أسرة وعدد العائلات 124 عائلة مقيمة في القرية. في حين سجلت الكثافة السكانية 1,342.6 نسمة لكل ميل مربع (518.4/كم2). وبلغ عدد الوحدات السكنية 190 وحدة بمتوسط كثافة قدره 581.1 نسمة لكل ميل مربع (224.4/كم2).
وتوزع التركيب العرقي للقرية بنسبة 98.41% من البيض و 0.68% من الأمريكيين الأصليين و 0.23% من الأمريكيين الأفارقة و 0.68% من عرقين مختلطين أو أكثر.
بلغ عدد الأسر 179 أسرة كانت نسبة 31.8% منها لديها أطفال تحت سن الثامنة عشر تعيش معهم، وبلغت نسبة الأزواج القاطنين مع بعضهم البعض 63.7% من أصل المجموع الكلي للأسر، ونسبة 3.9% من الأسر كان لديها معيلات من الإناث دون وجود شريك، وكانت نسبة 30.7% من غير العائلات. تألفت نسبة 26.8% من أصل جميع الأسر من أفراد ونسبة 17.9% كانوا يعيش معهم شخص وحيد يبلغ من العمر 65 عاماً فما فوق. وبلغ متوسط حجم الأسرة المعيشية 3.01، أما متوسط حجم العائلات فبلغ 2.45.
بلغ العمر الوسطي للسكان 40 عاماً. وكانت نسبة 25.5% من القاطنين تحت سن الثامنة عشر، وكانت نسبة 5.7% بين الثامنة عشر والأربعة وعشرون عاماً، ونسبة 27.8% كانت واقعةً في الفئة العمرية ما بين الخامسة والعشرون حتى والأربعة وأربعون عاماً، ونسبة 21.4% كانت ما بين الخامسة والأربعون حتى الرابعة والستون، ونسبة 19.6% كانت ضمن فئة الخامسة والستون عاماً فما فوق. يوجد لكل 100 أنثى 98.6 ذكر، ويوجد لكل 100 أنثى في الثامنة عشر من عمرها فما فوق 100.6 ذكر.
بلغ متوسط دخل الأسرة في القرية 42,692 دولار، أما متوسط دخل العائلة فبلغ 46,563 دولار. وكان متوسط دخل الذكور 28,500 دولار مقابل 20,250 دولار للإناث. وسجل دخل الفرد الخاص بالقرية 18,458 دولار. وكانت نسبة 1.5% من العائلات ونسبة 2.1% من السكان تحت خط الفقر، وكان من هؤلاء نسبة 4.7% تحت سن الثامنة عشر ونسبة 2.3% في الخامسة والستين من العمر وما فوق.

### تعداد عام 2010
بلغ عدد سكان هامبتون 423 نسمة بحسب تعداد عام 2010، وبلغ عدد الأسر 176 أسرة وعدد العائلات 130 عائلة مقيمة في القرية. في حين سجلت الكثافة السكانية 1,208.6 نسمة لكل ميل مربع (466.6/كم2). وبلغ عدد الوحدات السكنية 190 وحدة بمتوسط كثافة قدره 542.9 لكل ميل مربع (209.6/كم2).
وتوزع التركيب العرقي للقرية بنسبة 97.4% من البيض و 0.9% من الأمريكيين ذوي الأصول الآسيوية و 1.7% من عرقين مختلطين أو أكثر.
بلغ عدد الأسر 176 أسرة كانت نسبة 26.7% منها لديها أطفال تحت سن الثامنة عشر تعيش معهم، وبلغت نسبة الأزواج القاطنين مع بعضهم البعض 63.6% من أصل المجموع الكلي للأسر، ونسبة 5.7% من الأسر كان لديها معيلات من الإناث دون وجود شريك، بينما كانت نسبة 4.5% من الأسر لديها معيلون من الذكور دون وجود شريكة وكانت نسبة 26.1% من غير العائلات. تألفت نسبة 23.3% من أصل جميع الأسر من أفراد ونسبة 11.4% كانوا يعيش معهم شخص وحيد يبلغ من العمر 65 عاماً فما فوق. وبلغ متوسط حجم الأسرة المعيشية 2.82، أما متوسط حجم العائلات فبلغ 2.40.
بلغ العمر الوسطي للسكان 45.5 عاماً. وكانت نسبة 22.7% من القاطنين تحت سن الثامنة عشر، وكانت نسبة 7.3% بين الثامنة عشر والأربعة وعشرون عاماً، ونسبة 19.1% كانت واقعةً في الفئة العمرية ما بين الخامسة والعشرون حتى والأربعة وأربعون عاماً، ونسبة 32.6% كانت ما بين الخامسة والأربعون حتى الرابعة والستون، ونسبة 18.2% كانت ضمن فئة الخامسة والستون عاماً فما فوق. وتوزع التركيب الجنسي للسكان بنسبة 50.6% ذكور و49.4% إناث.